# Paraphernalia
Paraphernalia (vertaling: "persoonlijk eigendom") is het eerste studioalbum van Mr. So & So. De muziekgroep mocht een opname maken bij Pagan Media, toen die hun ep had gehoord. De muziek is progressieve rock met de nadruk op de basgitaar en toetsinstrumenten. Het album is opgenomen in Pagan Studio te Runcorn.

## Musici
- Shaun McGowan – basgitaar, zang
- David Foster – gitaar
- Kieren Twist – toetsinstrumenten
- Leon Parr – slagwerk

## Muziek
Alle van Foster/McGowan, tenzij aangegeven.

| Nr. | Titel                                | Duur |
| --- | ------------------------------------ | ---- |
| 1.  | So near, so far                      |      |
| 2.  | The hypnotic                         |      |
| 3.  | Again                                |      |
| 4.  | Stand tall                           |      |
| 5.  | The sea                              |      |
| 6.  | It’s irrelevant                      |      |
| 7.  | Mr. So & So (Foster, Twist, McGowan) |      |
| 8.  | Circus (Twist, McGowan)              |      |